# Franz Härter

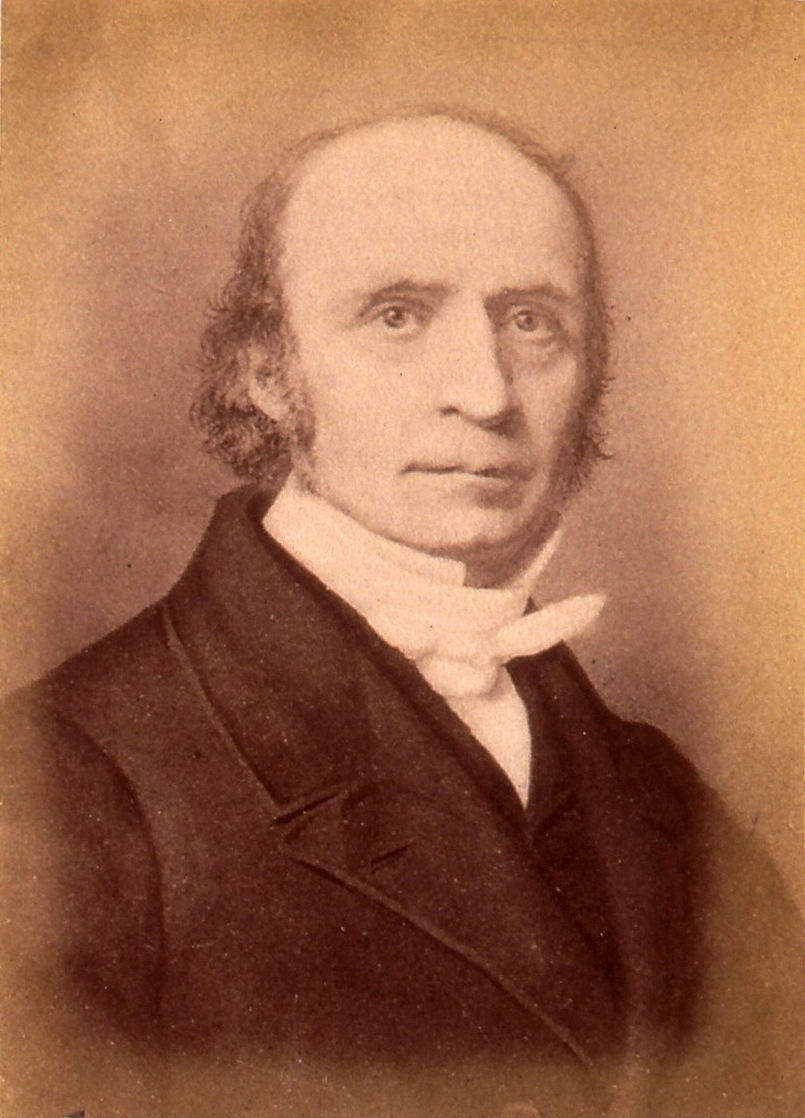
Franz Härter

Franz Härter (* 1. August 1797 in Straßburg; † 5. August 1874 in Straßburg), mit vollem Namen Franz Heinrich Härter, auch französisch François-Henri Haerter genannt, war ein elsässischer Pfarrer.

## Leben

### Jugend
Franz Heinrich Härters Vater war Bäcker und Konditor und hieß Franz Härter. Seine Mutter hieß mit Geburtsnamen Luise Friederike Rhein. Die geschäftlichen Erfolge des Vaters waren mäßig. Dies führte dazu, dass der Sohn nach dem Tod seiner Mutter den Vater als Gehilfe unterstützen musste. Dennoch konnte er das Gymnasium besuchen. Ursprünglich wollte er danach Ingenieurwissenschaften studieren.

### Studium
Sein Vater beeinflusste ihn aber dahingehend, dass er von 1813 bis 1819 in seiner Heimatstadt Theologie studierte, um dadurch seine Altersversorgung sicherzustellen. Das Studium war dort stark rationalistisch geprägt. Besonders beeinflusst wurde er wohl von Friedrich Karl Timotheus Emmerich (1786–1820), der ihn in alten Sprachen unterrichtete und zur Bibellektüre anhielt. Am selben Tag, an dem der Sohn das Examen ablegte, verstarb der Vater, der zuvor von seinem Sohn gepflegt worden war.
1817 gelang es nicht, das Straßburger Bürger-Hospital evangelisch zu besetzen und unter die Aufsicht evangelischer Christinnen zu stellen.
1820 war Franz Heinrich Härter selbst erkrankt und ging nach Bad Hub zur Kur. Das Bad wurde von der in Straßburg ansässigen Familie Kampmann geführt. Eine Tochter dieser Familie war Henriette Elise (1799–1828), die Härter während seiner Kur kennenlernte und sich mit ihr verlobte. Seinen Lebensunterhalt verdiente Härter, indem er in Straßburg Unterricht erteilte, was damals für junge Theologen üblich war.
Im selben Jahr suchte der Straßburger Magistrat gemeinsam mit den Pfarrern zwei evangelische Frauen, welche einen Teil der Krankenpflege für den evangelischen Bevölkerungsteil übernehmen sollten. Da sich diese nicht fanden, wurde die Krankenpflege ausschließlich den römisch-katholischen Vinzentinerinnen übertragen. Härter diskutierte darüber mit seinem Seelsorger Kreiß. In diesen Ereignissen um das Bürger-Hospital in den Jahren 1817 und 1820 dürfte ein erster Auslöser liegen, der später zu Härters Gründung des Straßburger Diakonissenhauses führen sollte.
1821 bereiste Härter Nordfrankreich und Deutschland.
Herbst 1821 bis Frühsommer 1822 war er in Halle (Saale). Dort studierte er unter anderem bei Julius August Ludwig Wegscheider (1771–1849), dessen Theologie ebenfalls rationalistisch orientiert war.
Im Sommer 1822 ging er dann zu Jean Paul (1763–1825) nach Bayreuth.
1823 wurde Franz Heinrich Härter ordiniert. Im selben Jahr verlegte der elsässische Zweig der Vinzentinerinnen seinen Hauptsitz von Zabern nach Straßburg. Von dort aus erschlossen die Vinzentinerinnen in den Folgejahren neue Arbeitsfelder und richteten neue Zweiganstalten im Elsass, Südwestdeutschland und Österreich ein.

### Pfarrstelle in Ittenheim
Im März 1823 erhielt Härter seine erste Pfarrstelle in Ittenheim. Im Spätsommer desselben Jahres heiratete er Elise Kampmann. Seine Frau hatte sich nach dem Tod ihrer Mutter an der Leitung des Bades beteiligt. Nun kümmerte sie sich um Haus und Garten und pflegte Franz Härters Großmutter. Sie kümmerte sich auch um andere Kranke in der Gemeinde ihres Mannes und erteilte jungen Mädchen und Frauen Handarbeitsunterricht. Franz Härter bemühte sich um eine Verbesserung der Schulen und erreichte, dass seine Gottesdienste reich frequentiert wurden, übernahm auch medizinische Aufgaben, bemühte sich um eine strengere, geistlichere Moral seiner Gemeinde und sorgte für schwache Gemeindemitglieder. Seine Form der Volkserziehung kombinierte Elemente von Aufklärung und Erweckungsbewegung. Sein Vorbild war dabei Johann Friedrich Oberlin (1740–1826), der im Steintal ebenso vorgegangen war, das von Härter auch mehrmals besucht wurde. Die pädagogischen Impulse, von denen Härter geprägt war, entstammten dem Rationalismus und beeinflussten auch die entstehende Erweckungsbewegung.
Am 4. April 1828 starb seine Frau an einer Infektion, was Härter sehr nahe ging. Sie hinterließ zwei Kinder, Sophie (1824–1869) und Gustav (1826–1903). Dieser Todesfall stürzte Härter in eine zehn Monate währende Krise und trug auch dazu bei, dass er sich mehr und mehr der Erweckungsbewegung zuwandte. In einer Leichenpredigt, die er für sich selbst verfasste, bekannte er, er habe den Kern der evangelischen Lehre, nämlich die Versöhnung durch den Kreuzestod Christi, abgelehnt, da er dies als vernunftwidrig betrachtet hätte. Diese Haltung, zu der er auch andere verleitet hatte, bereute er nun und betrachtete sich nach der Überwindung seiner Lebenskrise als neu geboren.

### Pfarrstelle in Straßburg
Im Mai 1829 wurde Härter vierter Pfarrer an der lutherischen Neuen Kirche, der evangelischen Hauptkirche in Straßburg.
Der Einfluss Oberlins hatte unmittelbar oder durch an ihm orientierte Personen die Erweckungsbewegung in der Stadt gestärkt, auch durch verwandtschaftliche Beziehungen. So kam es in den 1830er Jahren zu zahlreichen Vereinsgründungen, die im Zusammenhang mit der Erweckungsbewegung standen.
Im März 1830 heiratete Härter Friederike Dorothea Rausch (1799–1842), die Tochter eines Kaufmanns und Jugendfreundin seiner verstorbenen ersten Frau. Sie gebar ihm einen Sohn, der kurz nach der Geburt verstarb, und die Töchter Elise und Marie.
An Trinitatis 1831, das heißt, am 29. Mai, bekannte er sich nach langem Zögern vor seiner Gemeinde zum Pietismus, indem er erklärte, dass der Mensch allein durch Christus erlöst werde. Damit hatte er sich öffentlich der Erweckungsbewegung angeschlossen, die er nun in zahlreichen damit verbundenen Vereinen unterstützte. Die Gemeinde neigte damals zum Rationalismus, so dass Härters Bekenntnis Widerspruch erregte und die Kirchenleitung (Konsistorium) gegen ihn vorging. Auch die gegen den Rationalismus opponierenden strengen Lutheraner lehnten Härter ab. Sie störten sich daran, dass er Bibelstunden abhielt. Ferner lebte und lehrte er ein praktisches Christentum, das diesen ebenfalls suspekt war. Auch einigen Kollegen und der theologischen Fakultät missfiel die Hinwendung des populärsten Straßburger Predigers zum von ihnen abgelehnten Pietismus.
Härter betätigte sich in zahlreichen Vereinen. Von 1831 bis 1839 war er im Vorstand der Neuhof-Anstalt, einer schulischen Einrichtung für beide Geschlechter, die Grundschule, Industrieschule und Landwirtschaftsschule umfasste. Dem Vorstand gehörte auch Härters Freund, der Theologieprofessor Karl Christian Leopold Cuvier (1798–1881), an.

### Gründungen
1834 gründete Härter die Straßburger Evangelische Gesellschaft, auch angeregt von der Pariser Evangelischen Gesellschaft. Hier wirkte ebenfalls Cuvier mit. Im selben Jahr wurde als zentraler Versammlungsraum der Straßburger Erweckungsbewegung die sogenannte „Chapelle“ gebaut. Es handelte sich dabei um einen Saal, der an ein Haus in der Rue de l'Ail angebaut wurde, welches den Gebrüdern Keck gehörte.
1835 beteiligte Härter sich an der Gründung der Evangelischen Missionsgesellschaft in Straßburg. Ferner war er Mitglied der Gesellschaft der Freunde Israels, die der Judenmission diente, und arbeitete in der Verwaltung der Straßburger Bibelgesellschaft und der Privatarmenanstalt mit.
Am 27. Oktober 1835 bat Theodor Fliedner Franz Härter in einem Brief um einen Beitrag für die Karlshulder Predigtsammlung. Spätestens seit diesem Zeitpunkt war Fliedner Härter bekannt.
Aus Härters seelsorgerischen Tätigkeit und aus Treffen mit seinen Konfirmanden entwickelten sich Jungfrauen- und Jünglingsvereine. So traf sich auf seine Initiative hin am 11. Mai 1836 erstmals der „Jungfrauen-Verein zur Förderung des Reiches Gottes unseres Heilandes“. Dessen Ziel war es, die Sache Gottes unter den Menschen zu vertreten und Notleidende zu unterstützen. Wenig später regte Härter die Gründung eines Armendienerinnen-Vereins an. Die Armendienerinnen besuchten insbesondere verarmte Frauen, die oft höheren Alters waren. Die Versorgung dieser Witwen und Ledigen war zuvor mangelhaft. Die ehrenamtliche Tätigkeit der Armendienerinnen wurde zunächst Sonntags, später, auf eigenen Wunsch hin, auch Werktags ausgeübt.
Die Arbeit der Armendienerinnen blieb nicht ohne Kritik. Man warf ihnen vor, dass sie den Menschen auch „Nahrung für die Seelen aus Gottes Worte“ brachten, sich also auch mit Bibelauslegung und missionarischer „Seelenpflege“ befassten, wie ein Rundbrief Härters an die Armendienerinnen vom 17. November 1838 zeigt. Dies wurde aber als Sache der Pfarrer angesehen. Härter wies die Kritik energisch zurück und ermutigte die Armendienerinnen zur weiteren Wahrnehmung ihrer geistlichen Aufgaben.

### Aufbauphase des Diakonissenhauses
Konkretere Ideen zur Form eines möglichen Diakonissenhauses hatte Härter nach einem Besuch in Kaiserswerth im Jahre 1839, wo auf Initiative Theodor Fliedners die erste Diakonissenanstalt gegründet worden war.
Am 15. Dezember 1839 weihte er durch Gebet und Handauflegung zehn Frauen, die zuvor „Dienerinnen“ genannt wurden, zu Diakonissen. Angesichts des Erfolgs der Vinzentinerinnen mit ihrem Sitz in Straßburg sprach Härter davon, „evangelische Schwestern der Barmherzigkeit“ einführen zu wollen. Dies zeigte, dass er sich in der Anfangszeit mehr an den römisch-katholischen Barmherzigen Schwestern als an der Kaiserswerther Diakonie orientierte.

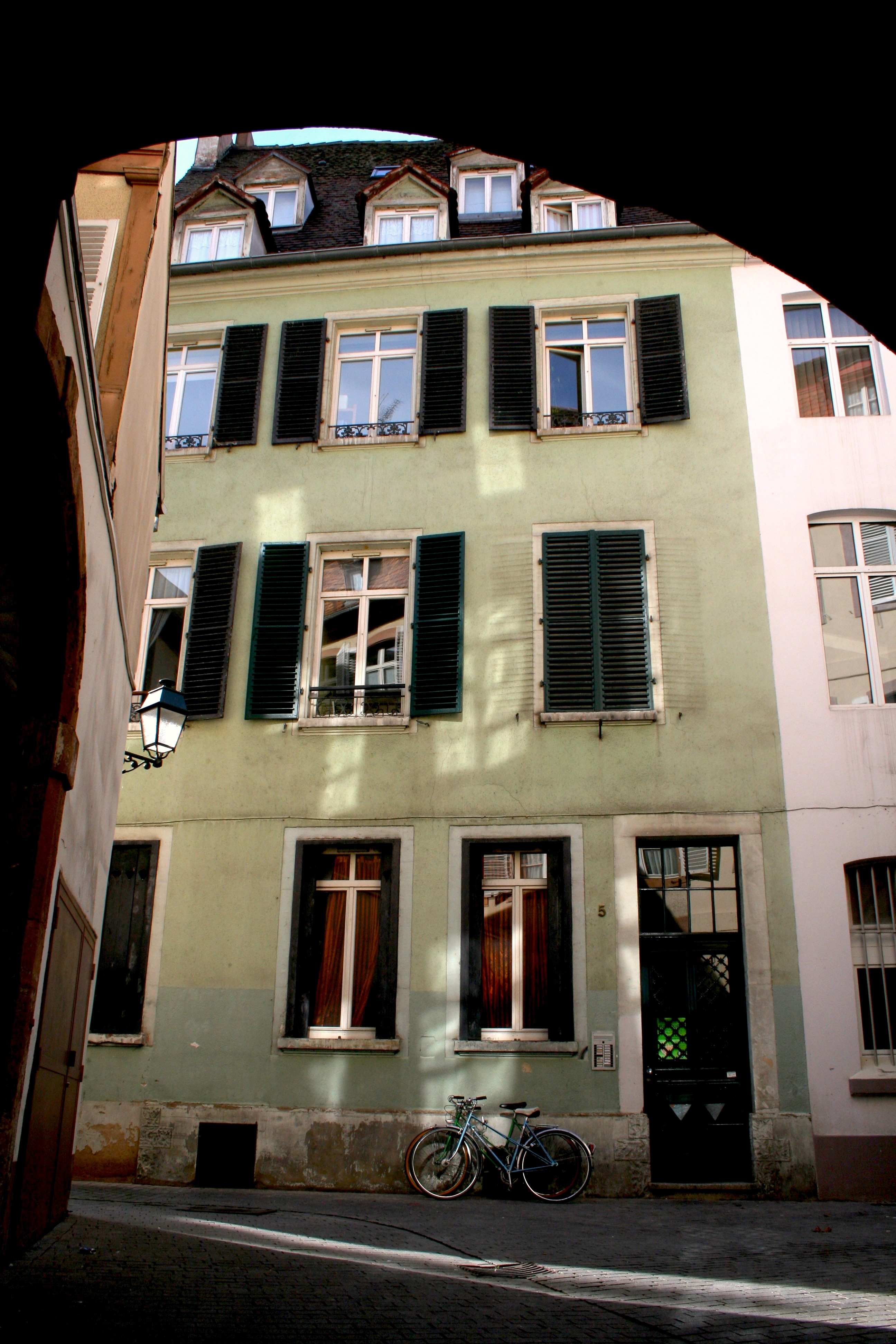
Rue du Ciel 5

Ab Anfang 1842 beschleunigten sich die Bemühungen zur Gründung eines Straßburger Diakonissenhauses. Im Januar notierte Härter in seinem Tagebuch, er habe den ersten Entwurf für eine solche Einrichtung fertiggestellt. Im Februar mietete Härter ein kleines Haus (Nr. 5) in der Rue du Ciel. Im März tagte erstmals das Verwaltungskomitee. Mit der Verwaltung wurden Emma Passavant als Kassiererin, Henriette Rausch als Oberaufseherin über den Schulzweig und Mina Ehrmann als Sekretärin betraut. Um Geldmittel einzuwerben, reiste Härter ins Oberelsass und in die Schweiz.
Im Frühjahr 1842 besuchte Härter Paris, um Geld für das Diakonissenhaus zu sammeln und die dortige neu gegründete Diakonissenanstalt Pfarrer Vermeils kennenzulernen. Tracht, Siegel und andere Details des Straßburger Diakonissenhauses ähnelten mehr dem Pariser als dem Kaiserswerther Vorbild. Dies zeigten ein Briefwechsel Franz Härters mit Caroline Malvesin und ein Sitzungsprotokoll der Verwaltung des Straßburger Diakonissenhauses vom 10. November 1842.
Die Regeln für die Diakonissen übernahm Härter vom Kloster Port Royal des Champs. Dabei handelte es sich um ein Zisterzienserinnenkloster, das im Jahre 1204 gegründet worden war und im 17. Jahrhundert nach Reformen an Bedeutung gewonnen hatte. In dieser Zeit waren die Armen- und Krankenpflege sowie die Erziehungsarbeit des Klosters verstärkt worden. Außerdem wurde die Notwendigkeit der Heiligung der einzelnen Nonne betont. Als persönliches Vorbild betrachtete Franz Härter Jean Duvergier de Hauranne, den Abt von St. Cyran. Dieser hatte das Kloster als Seelsorger entscheidend mitgestaltet. Härter schloss sich damit an die Tradition des Jansenismus an. Diese römisch-katholische Bewegung wurde von den Jesuiten ab der Mitte des 17. Jahrhunderts scharf bekämpft, betonte die Notwendigkeit der Gnade und lehnte eine reine Werkgerechtigkeit ab. Damit stand der Jansenismus dem evangelischen Glauben mit dessen Grundprinzip sola gratia näher als andere römisch-katholische Bewegungen und kam als Vorbild für Härters Arbeit in Betracht.
Ferner hörte Härter öfter von evangelischen Frauen den Wunsch, einer Schwesternschaft nach römisch-katholischem Vorbild anzugehören, bis hin zu der Überlegung, zu konvertieren. So schrieb ihm Wilhelmine Zimmermann in ihrer Bewerbung für das entstehende Diakonissenhaus am 28. Juni 1842: „Ich wünsche gerne, in ein Kloster zu gehen.“ Äußerlich und hinsichtlich des Gemeinschaftsaspektes wirkten die römisch-katholischen Vorbilder auf evangelische Frauen sehr anziehend, wie schon das Beispiel von Amalie Sieveking gezeigt hatte.
Inhaltlich und insbesondere theologisch grenzte sich Härter aber gegen diese Vorbilder ab. Damit wehrte er sich gegen den Vorwurf „die Stiftung des Diakonissen-Werkes sei ein Rückschritt zu römischen Kirche“, wie er es in seiner Schrift „Ueber den Unterschied der Schwesternschaft der Diakonissen und einer Schwesternschaft der römischen Kirche“ formulierte. So urteilte er, dass in den römisch-katholischen Schwesternschaften Werkgerechtigkeit, Äußerlichkeit der Ordnungen und sinnentleerter Gehorsam ohne freie Entfaltung herrsche, während „in der evangelischen Kirche der Glaube einen freiwilligen Gehorsam“ verursache.

### Straßburger Diakonissenhaus
Anfang Juli 1842 zogen die Hausmutter und die ersten fünf Schwestern in das Haus ein. Damit begann der Betrieb des Diakonissenhauses vor dessen offizieller Gründung. Die Schwestern gründeten einen vorläufigen „inneren Rat“, dem die Hausmutter, die Aufseherin der Lehrerinnen und die Oberschwester der Pflegerinnen angehörten. Dieser Rat tagte erstmals am 21. Juli.
Am 19. August wurde die erste Patientin aufgenommen. Sie litt an Nervenfieber.
Die Beeinflussung durch eine römisch-katholische Bewegung ist beispielsweise daran zu erkennen, dass Härter die Einzelbeichte der Diakonissen vor dem Abendmahl einführte, wie ein Tagebucheintrag der Diakonissenanstalt vom 3. September 1842 zeigt.
Die Probe- und Ausbildungszeit der ersten Schwestern betrug drei Monate. Nach deren Ablauf segnete Härter Ende September 1842 die ersten sechs Schwestern ein, die dann, auf einer Sitzung am 29. September, in geheimer Wahl die Diakonisse Henriette Keck zur Oberschwester wählten. Auf dieser Sitzung wurde auch der Wahlspruch des Hauses ausgewählt, nämlich Phil 1,21 : „Christus ist mein Leben, und Sterben ist mein Gewinn.“ Härters zahlreiche Erfahrungen mit Krankheit und Tod, die wohl auch seinen Einsatz für die Diakonie mitveranlasst haben, waren wohl ein Grund für diese Auswahl.
Am 31. Oktober 1842, dem Reformationstag, nachdem die Organisation fortgeschritten genug war, fand schließlich im Himmelreichsgässchen die Stiftungsfeier des Straßburger Diakonissenhauses statt, das die Krankenversorgung in einem großen Gebiet sicherstellte und aus der beschriebenen gemeindediakonischen Jugendarbeit, insbesondere dem gemeindebezogenen Armendienerinnenverein, entstand. Das Stiftungsdatum verdeutlichte den evangelischen Charakter des Hauses, ist aber sonst mit keinem besonderen Ereignis in der kontinuierlichen Entstehung der Einrichtung verbunden. Bei der Feier waren außer den sechs Diakonissen in ihrer Tracht Härter, Professor Boegner, der den Wahlspruch auslegte, und etwa 150 Gäste anwesend. Die Gründung des Diakonissenhauses gilt als Härters größtes Werk, die Stiftung fand damals aber zunächst nur wenig Beachtung, nur im „Journal d´Alsace“ fand sich eine kurze Pressenotiz. Das Diakonissenhaus gehört zu den Stiftungen der Protestantischen Kirche Augsburgischen Bekenntnisses von Elsass und Lothringen.

### Beurteilungen
Härter gilt als Vorreiter im Bereich der Entwicklung und Realisierung gemeindediakonischer Konzepte und übertraf darin auch Theodor Fliedner. Dass es sich um eine Form der Diakonie handelte, die aus der Gemeinde für die Gemeinde geschaffen wurde, wurde insbesondere in Härters zwei Vorträgen über „Das Laien-Diakonat in der evangelischen Kirche überhaupt und in den evangelischen Gemeinden Straßburgs insbesondere“ (gedruckt von Friedrich Carl Heitz) und über „Das Amt der Diakonissen in der evangelischen Kirche, mit besonderer Beziehung auf die Diakonissen-Anstalt zu Straßburg“ (gedruckt bei Berger-Levrault, Straßburg 1842) deutlich. Die Anstalt wurde nur zu Ausbildungszwecken und zur sozialen Absicherung berufstätiger und alleinstehender Frauen gegründet. Ferner räumte Härter der Gemeinschaft unter den Diakonissen einen hohen Stellenwert ein. So konnten die Schwestern sich seiner Meinung nach mit ihren unterschiedlichen Fähigkeiten ergänzen, Ältere konnten ihre Erfahrungen an Jüngere weitergeben und die Gebetsgemeinschaft konnte die Einzelne stützen und der „Ausbreitung des Reiches Gottes“ dienen.
Anregungen für die Gründung erhielt Härter aus verschiedenen anderen Anstalten. Die krankenpflegerischen Leistungen der Barmherzigen Schwestern im Straßburger Bürgerhospital betrachtete er als vorbildlich. Weitere Vorbilder waren die Kleinkinderschule Oberlins und die Diakonie im Steintal. Auch kannte Härter die Diakonissenanstalt in Kaiserswerth, die ihm wichtige Impulse für die Gestaltung des Straßburger Diakonissenhauses gab.
Dies führte dazu, dass die Geschichtsschreibung in Deutschland die Straßburger Einrichtung in der Regel nicht als eigenständiges Projekt wahrnahm. So urteilte Eduard von der Goltz, die Anfänge seien zwar selbständig gewesen, die dauernde Form habe sich aber aus Fliedners Vorbild ergeben. Arnd Götzelmann hingegen zeigte in einer neueren Untersuchung zwar auch die Einflüsse Fliedners auf Härters Gründung auf, vertrat aber die Ansicht, dass die Bedeutung des Straßburger Hauses bislang unterschätzt wurde. Auch Jutta Schmidt (siehe Weblinks) kam zu dem Schluss, dass die Beeinflussung von Kaiserswerth aus bislang überschätzt wurde. Wenn Härter selbst auf diesen Einfluss hinwies, hatte dies Schmidts Meinung nach wohl eher rechtfertigenden Charakter. Die römisch-katholischen Organisationen und Oberlin waren, so Schmidt, wohl mindestens ebenso prägend für Härter.
Die Diakonissenanstalt lag in Grenznähe, also im zweisprachigen Gebiet. Sie gehörte zu Frankreich, also einem Staat mit römisch-katholischer Bevölkerungsmehrheit. Härter betonte vor diesem Hintergrund den evangelischen Charakter der Anstalt. Eine Abspaltung von der lutherischen Kirche oder in freikirchlicher Richtung lehnte er ab. Die Anstalt war allerdings ein unabhängiger christlicher Verein und innerevangelische Konfessionsunterschiede spielten für Härter in der Praxis keine Rolle.

### Frauen- und Männerbild
Eine Besonderheit der Diakonissenanstalt war die Leitung durch einen weiblichen Vorstand. Theodor Schäfer nannte diese eine „weibliche Demokratie“, Gerhard Uhlhorn eine „wirkliche Genossenschaft“. Während Fliedner sein eigenes Amt als Leiter der Anstalt über die weiblichen Ämter seiner Einrichtung gestellt hatte und männlichen Gremien die Hauptentscheidungsbefugnis übertragen hatte, dominierten Härters Einrichtung Frauen. Ein rein weibliches Gremium der Diakonissenverwaltung hatte im Straßburger Haus die wichtigsten Entscheidungs- und Leitungsbefugnisse inne, gefolgt von der Oberin und dann den leitenden Schwestern. Aber auch die Schwesternschaft hatte wichtige Mitspracherechte, beispielsweise bei der Wahl der Vorgesetzten und der Aufnahme neuer Mitschwestern.
Härter schien allerdings an eine gottgewollte Aufgabenteilung zwischen Mann und Frau zu glauben: Der samenverstreuende Mann solle „mit begeisterter Rede die sündige Welt aus dem Todesschlafe“ rufen, während die Frau die aus dem Samen wachsenden Pflanzen pflegen und nähren solle. Besonders berufene Frauen könnten dieser Aufgabe in der Diakonie nachkommen. Deren Tätigkeit verglich er mit der eines Missionars, auch hinsichtlich der organisatorischen Trennung von der Kirche. Der Mann hingegen arbeitet Härters Meinung zufolge „mehr im Allgemeinen“.

### Aufgaben
Das skizzierte Bild Härters von den unterschiedlichen Aufgaben der Geschlechter entsprach seiner eigenen Tätigkeit. Er betrachtete sich als Wegbereiter für die Arbeit der Diakonissen; die „Sorge für das Einzelne“ sei deren Sache. Auch eine Überwachung der Entscheidungen der Diakonissen bis in Details hielt er für unnötig, er gab ihnen volle Handlungs- und Entscheidungsfreiheit. Härter selbst beschränkte sich, ähnlich wie Vermeil in Paris, im Diakonissenhaus auf eine Funktion als Seelsorger, theologischer Berater, Lehrer, Beichtvater und Verwalter des Abendmahls; Macht wollte er in der Anstalt nicht ausüben. Er hatte „Sitz und Stimme, sooft er berufen wird ... doch kann er keine Änderung in der einmal bestehenden Ordnung einführen ohne Zustimmung der Verwaltung“, wie es in einem Entwurf der Statuten vom 23. Juni 1842 heißt. Er nahm an allen Sitzungen des inneren Rates teil, hatte aber kein Einspruchsrecht. Er galt auch nicht als „Vater“ des Hauses, der Entwurf der Statuten erwähnte nur seine religiöse Tätigkeit als „geistlicher Führer“, seine Befugnisse wurden offiziell klein gehalten.
Im Herbst 1842 starb Härters zweite Frau, danach blieb er unverheiratet. Damit entfiel auch ein Einfluss seiner Familie auf die Diakonissenanstalt, der auch nicht seinen Vorstellungen entsprochen hätte. Er wohnte ab diesem Zeitpunkt zur Miete und führte nur einen kleinen Haushalt. Informell hatte er allerdings großen Einfluss auf das Haus durch seinen ständigen Kontakt mit der Verwaltung und den Schwestern und durch seine Teilnahme an den Verwaltungssitzungen. Auch stand er mit den außerhalb des Hauses tätigen Schwestern in ständigem Briefkontakt. Alle Schwestern erhielten von ihm Bibelunterricht, zunächst sechs Stunden in der Woche.
Aufgaben des Hauses waren Krankenpflege und Erziehung. Es hatte zunächst zehn Bettenplätze, zehn Krankenschwestern und eine Schule für etwa 50 Schülerinnen.

### Weitere Aktivitäten
Die Einrichtung übernahm 1852 auch die „Stadtpflege“ in der Industriestadt Mülhausen im Oberelsass. Die Pflege hier wurde von sieben Diakonissen getragen. Das Projekt realisierte die theoretischen Ansätze, die Härter in seinen oben erwähnten Vorträgen zum Laiendiakonat und dem Amt der Diakonissen skizziert hatte. Speziell die hier geleistete Arbeit wurde zum Vorbild in anderen Gemeinden.
Härter hielt in deren Anfangsjahren mehrere Reden in der Diakonissenanstalt Riehen. Dabei führte er den Gedanken der Diakonie aus. So prägte er das Diakonieverständnis des Hauses. Schon bei der Einweihung dieser Anstalt hielt er am 11. November 1852 die Festrede. Dabei wies er auf die Verbindung von Gebet und Diakonie hin: „Die Diakonissen-Anstalt sollte ein stehender Artikel Euers Gebetes werden, damit sie ein Born sey, aus dem ein Bach fließt, durch den unendlicher Segen erwachsen kann, ja Friede und wahre Himmelsfreude im Herrn. Es ist eine Wonne beten und geben zu können.“
Eine weitere Rede dort hielt er zum Jahresfest 1853 über die vollständige Hingabe der Diakonisse an Gott: „Wenn eine Seele den Entschluß faßt, wahrhaftig in die Nachfolge Christi einzugehen und dem Herrn an Seinem Rettungswerk zu dienen, so muß es nach dem Sprichwort gehen: entweder ganz Mein, oder lass gar sein!“ Er vertrat die Meinung, dass man Gott und seinem Nächsten nur wirklich dienen könne, wenn man sich Gott vorher ganz hingegeben habe. Bei anderen Anlässen drückte er dies mit den Begriffen Demut und Selbstverleugnung aus. Der Lohn der Selbstverleugnung aber sei Leben in Fülle. (Vergleiche Mt 10,39 , Mt 16,25  und Mk 8,35 .)
Auch Franz Härters Sohn Gustav, der ebenfalls Pfarrer in Straßburg war, beeinflusste die Riehener Anstalt, beispielsweise durch seine Festrede von 1854. Beide erwähnten die Liebe Gottes, welche aller menschlichen Liebe vorausgehe, betonten aber das Handeln der Diakonissen im Dienst Christi.
Es kann nicht ausgeschlossen werden, dass einzelne Diakonissen dadurch zur Werkgerechtigkeit verleitet wurden und entgegen der evangelischen Lehre annahmen, sie müssten sich die Liebe Gottes und der Menschen durch ihre Arbeit verdienen. Allgemein wird aber in der evangelischen Kirche davon ausgegangen, dass die menschliche Liebe schnell an Grenzen stoße, wenn ihr nicht die Annahme der Liebe Gottes vorausgehe. Dies dürfte jedenfalls Pfarrer Respingers Motivation gewesen sein, als er den genannten Tendenzen auf der Jahresfeier von 1855 entgegenzuwirken versuchte, indem er darauf hinwies, dass man zuerst bei Jesus dienen lernen und sich von ihm dienen lassen müsse, wenn man dienen wolle.
1859 war aus der „Stadtpflege“ in Mülhausen ein flächendeckendes Gemeindekrankenpflegesystem entstanden.

### Probleme
Auch nach einer Heirat einer Diakonisse blieben oft starke Bindungen zu den Mitschwestern und auch zu Franz Härter. Dies trug dazu bei, dass Härters Projekte in Straßburg zu seinen Lebzeiten nicht unumstritten waren.
Das Haus hatte mit ständigem Personalmangel zu kämpfen. Härter führte dies auf die Gegnerschaft durch die Straßburger Geistlichkeit zurück. Die wenigen Bewerberinnen waren oft von geringer Bildung, was durch die Ausbildung ausgeglichen werden musste.

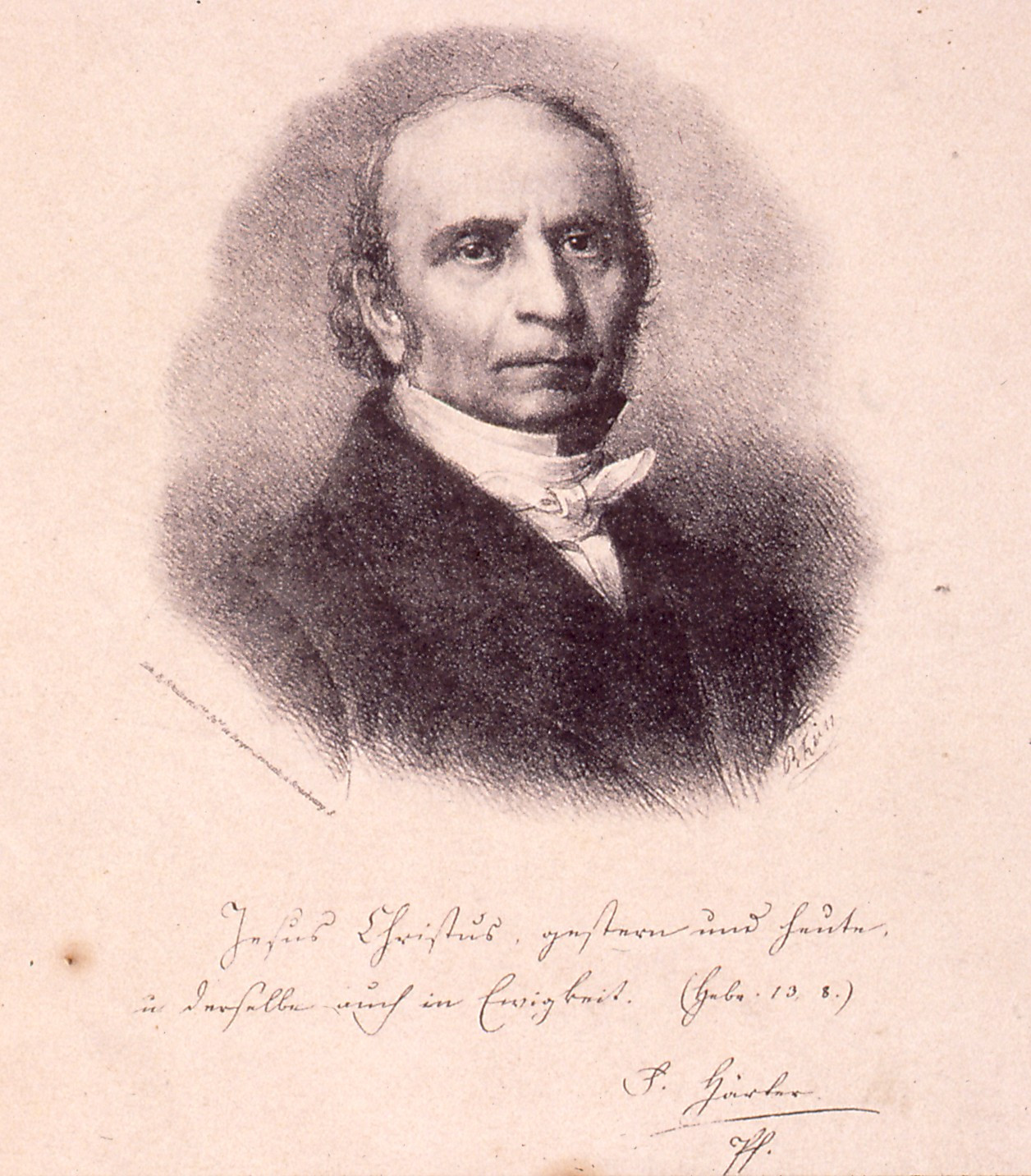
Porträt mit Wahlspruch

## Motto
Franz Härters Wahlspruch war Hebr 13,8 : „Jesus Christus gestern und heute und derselbe auch in Ewigkeit.“ In französischer Sprache, in der Wortwahl, die sich in der Louis Segond Bible findet, steht dieser Vers auch auf seinem Grabstein auf dem Diakonissenfriedhof in Königshofen (heute zu Straßburg): „Jésus Christ est le même hier, aujourd'huit et éternellement.“

## Werke

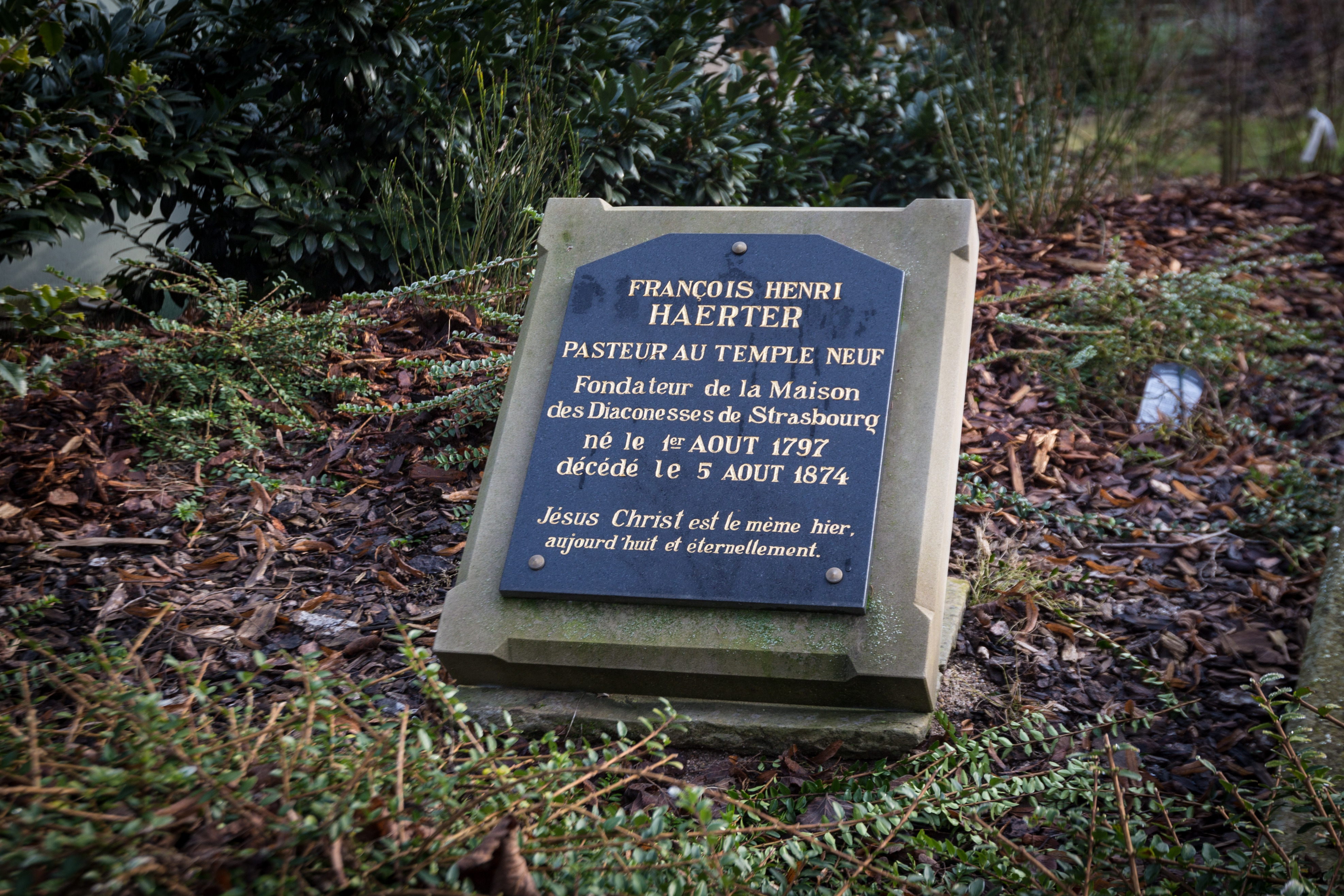
Das Grab Franz Härters auf dem Diakonissenfriedhof in Königshofen im Elsaß (heute zu Straßburg)

### Vor 1840 herausgegeben
- Stephanus der Märtyrer: eine Predigt, Straßburg 1832, Druck von F. C. Heitz (Digitalisat).
- Unser tägliches Brod gieb uns heute: eine Predigt, Straßburg 1834, Druck von F. C. Heitz (Digitalisat).
- Die Unbekanntschaft mit Jesu: eine Predigt gehalten am vierten Adventsonntage 1834, Straßburg 1834, Druck von F. C. Heitz (Digitalisat).
- Das Osterfest: eine Predigt gehalten am Ostersonntage 1835, Straßburg 1835, Druck von F. C. Heitz (Digitalisat).
- Das Weltgericht: eine Betrachtung für forschende Christen, Straßburg 1835, Druck von F. C. Heitz (Digitalisat).
- Die Juliusfeier und das Königsfest: zwei Reden, Straßburg 1836, Druck von F. C. Heitz (Digitalisat).
- Die Geheimnisse des Grabes im Lichte der Auferstehung Jesu Christi: eine Predigt gehalten am Ostersonntag 1836, Straßburg 1836, Druck von F. C. Heitz (Digitalisat).
- Das Gleichniss vom Pharisäer und Zöllner: eine Predigt, Straßburg 1836, Druck von F. C. Heitz (Digitalisat).
- Missions-Predigt am Feste der heiligen Dreieinigkeit, gehalten den 29sten Mai 1836, Straßburg 1837, Druck von F. C. Heitz (Digitalisat).
- Die richtige Erziehungsweise: eine Schulpredigt gehalten am ersten Sonntag nach Ostern, Straßburg 1837, Druck von F. C. Heitz (Digitalisat).
- Die Augsburgische Confession: mit einem Vorberichte, genau verglichenem Texte und erläuternden Anmerkungen, Straßburg 1838, Scheurer
- Die Selbsterniedrigung: eine Predigt gehalten am XVII Sonntage nach Trinitatis, Straßburg 1838, Druck von F. C. Heitz (Digitalisat).
- Das Vater unser, in seiner Anwendung geklärt, Straßburg 1839, Druck von F. C. Heitz (Digitalisat).
- Predigt gehalten am Himmelfahrtsfeste 1830, Straßburg 1839, Druck von F. C. Heitz (Digitalisat).
- Ich und mein Haus wollen dem Herrn dienen, Straßburg 1839, Druck von F. C. Heitz (Digitalisat).

### 1840–1849 herausgegeben
- Die Sonntagsfeier: Eine Betrachtung über das Gebot Gottes: "Gedenke des Sabbathtages, daß du ihn heiligest!", Straßburg 1840, Druck von F. C. Heitz (Digitalisat).
- Die große Freude: eine Predigt am Weihnachtsfeste 1840, Straßburg 1841, Druck von F. C. Heitz (Digitalisat).
- Die Nachfolge Christi: eine Predigt über Matth. 16, 21-26, Straßburg 1842, Druck von F. C. Heitz (Digitalisat).
- Gehet ein durch die enge Pforte: eine Predigt über Matth. 7, 13-29, Straßburg 1843, Druck von F. C. Heitz (Digitalisat).
- Gottes Güte soll uns zur Buße leiten: zwei Predigten, Straßburg 1844, Druck von Wwe Berger-Levrault (Digitalisat).
- Der gute Rath für alle, die nach dem ewigen Leben fragen: eine Predigt über Matth. 19, 16-26, Straßburg 1844, Druck von Wwe Berger-Levrault (Digitalisat).
- Die Herrlichkeit des Sohnes Gottes: eine Predigt gehalten in der Neu-Münsterkirche zu Zürich den 30sten Juni 1844, Straßburg 1844, Druck von F. C. Heitz (Digitalisat).
- Predigten, mehrbändiges Werk, Straßburg 1845, Druck von F. C. Heitz u. a.
- Die Sonntagsfeier nach göttlichem und menschlichem Rechte: eine Predigt über Lukas 14, 1-6, Straßburg 1845, Druck von Wwe Berger-Levrault (Digitalisat).
- Der wahre Bekenner Jesu Christi: eine Predigt über Matth. 10, 32 u. 33, Straßburg 1846, Druck von Wwe Berger-Levrault (Digitalisat).
- Die Sammlung des Volkes Gottes: eine Pfingstpredigt, Straßburg 1847, Druck von Wwe Berger-Levrault (Digitalisat).
- Die Rechtfertigung: eine Predigt, Straßburg 1848, Druck von Wwe Berger-Levrault (Digitalisat).

### 1850–1859 herausgegeben
- Das göttliche Ansehen der Bibel: ein Vortrag gehalten am jährlichen Bibelhefte zu Straßburg den 1. November 1851, Straßburg 1852, Druck von Wwe Berger-Levrault (Digitalisat).
- Gesetz und Evangelium: eine Betrachtung, Straßburg 1855, Druck von Wwe Berger-Levrault (Digitalisat).
- Der Beinahe-Christ und der völlige Christ: Predigt, gehalten am 24sten Sonntag nach Trinitatis 1855, Straßburg 1855, Druck von Wwe Berger-Levrault (Digitalisat).
- Fürchte dich nicht, glaube nur!: Eine Predigt, Straßburg 1857, Druck von Wwe Berger-Levrault (Digitalisat).
- Das gesegnete Jahr: Predigt am Aernte- und Herbst-Feste 1857, Straßburg 1858, Druck von Wwe Berger-Levrault (Digitalisat).
- Reden bei der Bestattung von Frau Wittwe Keck: Hausmutter des Straßburger Diakonissen-Werkes, Straßburg 1859, Druck von Wwe Berger-Levrault (Digitalisat).

### Nach 1859 herausgegeben
- Die Freude im Dienste des Herrn: Eine Rede gehalten bei der Jahresfeier der Straßburger Diakonissenanstalt in der Neuen Kirche, am 22. Juni 1859, Straßburg 1860, Druck von Wwe Berger-Levrault (Digitalisat).
- Die herrliche Freiheit der Kinder Gottes: Predigt, Straßburg 1860, Druck von Wwe Berger-Levrault (Digitalisat).
- Der Wunsch Pauli, daß wir doch Alle entschiedene Christen würden: Eine Predigt, gehalten am 24sten Sonntag nach Trinitatis 1861, Straßburg 1861, Druck von Wwe Berger-Levrault (Digitalisat).
- Die Bergpredigt des Herrn und deren Anwendung nach Matthäus 7,12: eine Predigt, Straßburg 1861, Druck von Wwe Berger-Levrault (Digitalisat).

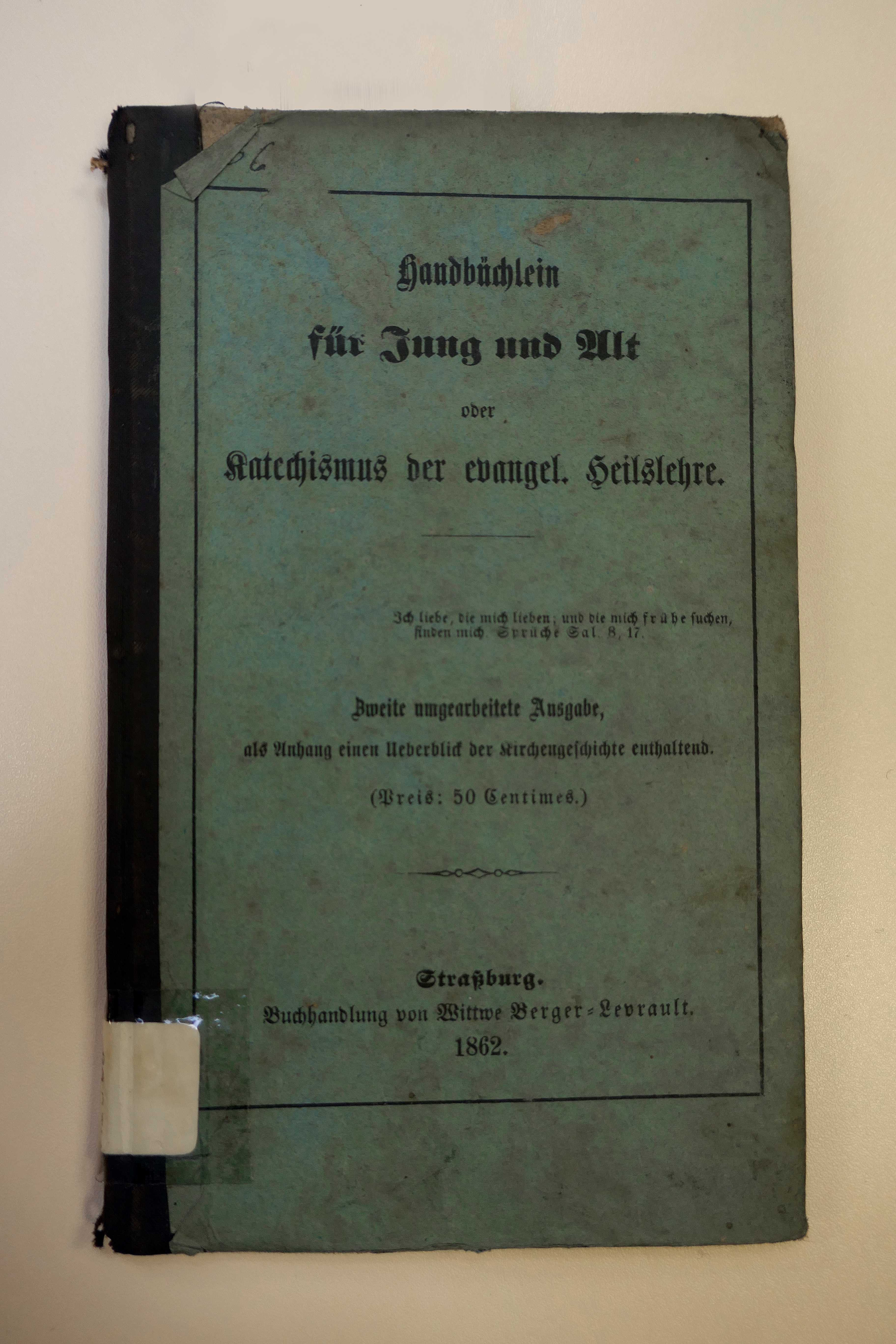
Handbüchlein für Jung und Alt

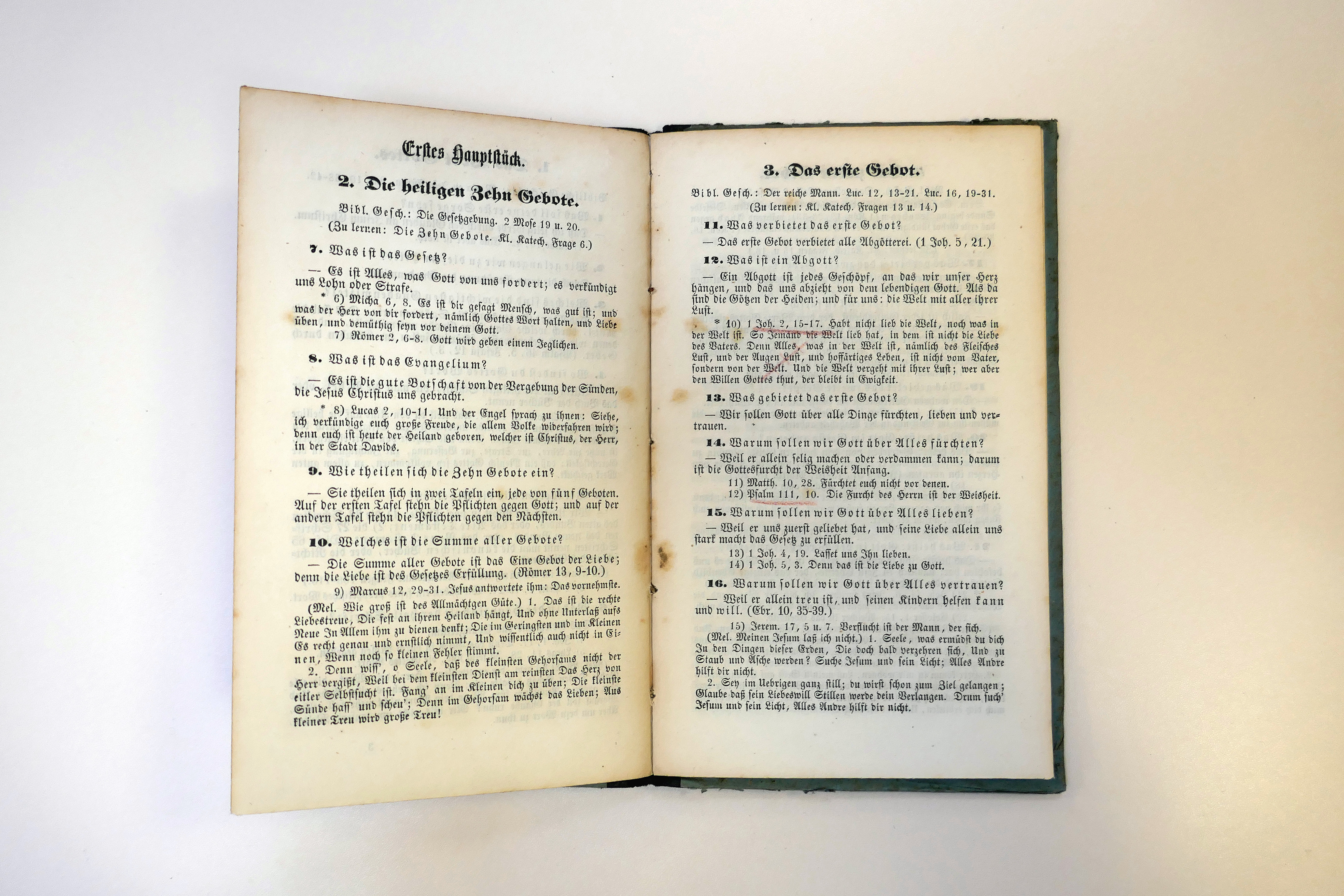
Aufgeschlagen: Handbüchlein für Jung und Alt

- Handbüchlein für Jung und Alt oder Katechismus der Evangel. Heilslehre, Straßburg 1862, Druck von Wwe Berger-Levrault (Digitalisat).
  - Neuauflage: Nabu Press 2012, ISBN 1-274-47848-0
- Das hat der Feind gethan: Oder die Reformation des sechzehnten Jahrhunderts gegenüber dem Abfalle der neuesten Zeit; Amtspredigt, gehalten am 23sten Sonntage nach Trinitatis 1863, Straßburg 1864, Druck von Wwe Berger-Levrault
- Worte gesprochen durch... F. Härter bei der Bestattung von... Jakob Matter,..., Straßburg 1864, Druck von G. Silbermann
- Die göttliche Gnadenordnung in einer Reihe von Betrachtungen, Straßburg 1865, Druck von Wwe Berger-Levrault (Digitalisat).
- Abschiedsworte an seine Gemeinde, Straßburg 1874

## Gedenktag
- 5. August im Evangelischen Namenkalender.[4]

## Ehrungen
Im Straßburger Stadtteil Neuhof ist eine Straße nach François Haerter, wie Franz Härter auf Französisch heißt, benannt.